# Caio Ânio Tiberiano

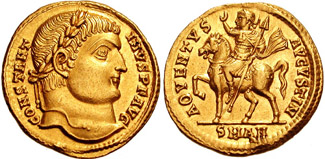
Soldo de Constantino r.

Caio Ânio Tiberiano (em latim: Caius Annius Tiberianus) foi um oficial romano do século IV.

## Vida
Caio aparece pela primeira vez entre 325-327, quando ocupou a posição de conde da África; seu ofício foi registrado em 2 inscrições, uma das quais oriunda de Cartago. Em 332, tornar-se-ia conde da Hispânia e seu ofício é registrado numa lei do Código de Justiniano. Em 335, segundo lei do Código de Teodósio, era vigário da Hispânia. Entre 336-337, foi prefeito pretoriano da Gália. Jerônimo afirma que era um erudito e por vezes se crê que seja associável ao poeta Tiberiano.